# Alejandro Müller
Alejandro Müller es un actor argentino con más de 20 años de carrera artística. Saltó a la fama, recibiendo el Martín Fierro como Revelación del Año, interpretando el cómico, recordado e inolvidable José "Huevo" Vélez, el empleado de los hermanos "Sosa" en la telenovela Valientes del 2009.

## Biografía
En su juventud decidió estudiar ingeniería, la cual abandonó. Luego, trabajó en una empresa de matrices para una industria metalúrgica, donde permaneció muchos años. También actuaba como  hobbie y tomaba clases en la ciudad bonaerense de Merlo. En 1996, con 36 años, fue elegido para componer a Cristóbal Colón en un musical infantil y después, fue convocado para participar en cuarenta publicidades. En 1997 cumplió un breve papel para el filme "Ernesto Che Guevara" de Miguel Miño, un corto drama con Gabriel Lenn.
Mientras tanto, durante el año 1999 en televisión fue partícipe de programas como "Atorrantes", "Cebollitas", "El show del blooper", "La vendetta", varios ciclos de los hermanos Korol e "Improvisados", algunos de los cuales permanecieron hasta hace poco tiempo. Volvió a incursionar en la cinematografía recién en 2002 en la película de dibujos animados "Dibu 3", con Alejandro Awada y auspiciada por Patagonik Film Group, que recibió una nominación en 2003 para el premio Cóndor de Plata como Mejor Película de Animación. Müller componía a un técnico. El filme de Raúl Rodríguez Peila recibió otros nombres como "Dibu 3: la película" y/o "Dibu 3: la gran aventura".
En 2008, durante un casting de Pol-Ka Producciones, a la hermana del productor Adrián Suar: Sabrina Kirzner le llamó la atención sus rasgos excéntricos, por lo que fue aceptado y firmó contrato, pudiendo participar así en Valientes, exitosa comedia dramática emitida por Canal 13 con la protagonización de Luciano Castro, Julieta Díaz, Mariano Martínez, Eleonora Wexler, Marcela Kloosterboer, Gonzalo Heredia, Marita Ballesteros y Betiana Blum. Arnaldo André. La serie alcanzó 40 puntos de índice de audiencia y, en 2009 recibió dos premios Clarín Espectáculos. Por su parte, Müller interpretó a José Huevo Vélez, compañero y amigo de los hermanos Sosa y novio de la empleada doméstica de los Gómez Acuña Máxima (Graciela Tenenbaum). En 2009 fue nominado a los Premios Clarín como "Revelación del Año", y la trama continúa hasta febrero de 2010.
Fue contratado para participar en la obra teatral Valientes, en el Teatro América de Mar del Plata junto a los mismos galanes de la telenovela y Ténembaum; y en "La curva de la felicidad", en el Teatro Arenales.
En 2010, fue galardonado por los premios Martín Fierro 2009 como Revelación del Año por la novela Valientes.
También trabajó en la tira dramática Malparida que estaba protagonizada por Gonzalo Heredia, Juana Viale, Carina Zampini, Selva Alemán y Raúl Taibo, haciendo el recordado papel de Lino, el chofer de los Uribe, compañero de trabajo de Olga (Mónica Villa) y novio de Esmeralda (Fabiana García Lago).
En el verano 2010-2011 participó, en Villa Carlos Paz, del elenco de la obra teatral de Florencia de la V "Y dónde está el mafioso?". En el verano siguiente volvió a formar parte del elenco de Florencia de la V, esta vez en la obra "Que gauchita mi mucama".
Müller es sobrino de Paco Urondo; su madre, Beatriz Urondo, es hermana del militante desaparecido.

## Televisión
| Ficción     | Ficción                     | Ficción                                                      | Ficción        |
| Año         | Título                      | Personaje                                                    | Canal          |
| ----------- | --------------------------- | ------------------------------------------------------------ | -------------- |
| 1997/1998   | Cebollitas                  | Cholo Metralla                                               | Telefe         |
| 2009 / 2010 | Valientes                   | José "Huevo" Vélez                                           | El Trece       |
| 2010        | Malparida                   | Lino †                                                       | El Trece       |
| 2011        | Proyecto aluvión            | Hank                                                         | Canal 9        |
| 2012        | La pelu                     | Pascual Vartichotto †                                        | Telefe         |
| 2012        | Mi problema con las mujeres | El maestro                                                   | Telefe         |
| 2013        | La pelu                     | Dr. Pet                                                      | Telefe         |
| 2015        | Cazados                     | Alejandro Zabala                                             | América TV     |
| 2016        | La peluquería de don Mateo  | Tony                                                         | Telefe         |
| 2016        | Vigilantes                  |                                                              | TBS Very Funny |
| 2016        | Susana Giménez              | Él mismo / Antiguo Egipto: Participación especial en sketch. | Telefe         |
| 2017        | Anexo: Bailando 2017        | 4° participante eliminado                                    | El Trece       |
| 2020        | La persuasión               | Milton                                                       | TV Pública     |
| 2021        | Abejas, el arte del engaño  | Hugo Carrillo. Ep: "Terapia de shock"                        | Flow           |

## Teatro
| Obra      | Obra                     | Obra                  | Obra |
| Año       | Título                   | Lugar                 |      |
| --------- | ------------------------ | --------------------- | ---- |
| 2009-2010 | Valientes                | Mar del Plata         |      |
| 2010-2011 | Y dónde está el mafioso? | Villa Carlos Paz      |      |
| 2011-2012 | Qué gauchita mi mucama   | Villa Carlos Paz      |      |
| 2016      | El quilombero            | Teatro Lola Membrives |      |
| 2017      | Abracadabra              | Gira                  |      |

## Filmografía
| 1997 | Ernesto Che Guevara (cortometraje) |
| 2002 | Dibu 3                             |
| 2013 | Back to the Siam                   |
| 2015 | Locos sueltos en el zoo            |
| 2018 | ¿Qué puede pasar?                  |
| 2021 | Quemar las naves                   |
| 2023 | Los bastardos                      |
| 2024 | Las corredoras                     |

## Premios y nominaciones
| Año  | Premio               | Categoría        | Programa  | Resultado |
| ---- | -------------------- | ---------------- | --------- | --------- |
| 2009 | Premio Clarín        | Revelación       | Valientes | Nominado  |
| 2009 | Premio Martín Fierro | Revelación       | Valientes | Ganador   |
| 2010 | Premio Martín Fierro | Actor de reparto | Malparida | Nominado  |